# Dabezići
Dabezići (en serbe cyrillique : Дабезићи) est un village du sud du Monténégro, dans la municipalité de Bar.

## Démographie

### Évolution historique de la population
| 1948 | 1953 | 1961 | 1971 | 1981 | 1991 | 2003 |
| ---- | ---- | ---- | ---- | ---- | ---- | ---- |
| 300  | 312  | 319  | 322  | 307  | 211  | 146  |